# Història de la Comunitat de Madrid

Ubicació de la Comunitat de Madrid

La història de la Comunitat de Madrid com a tal és molt recent. La província es va constituir administrativament en el segle xix i, a finals del segle xx, es configura com una comunitat autònoma uniprovincial. El territori de l'actual Comunitat de Madrid va ser una regió no gaire important durant l'Imperi Romà, llevat de la ciutat de Complutum, amb la categoria de municipi, per la qual creuava la calçada que connectava Tarraco amb Emerita Augusta. Durant l'època d'Al-Àndalus, s'hi va establir la fortalesa de Mayrit. Després de la reconquesta de l'àrea, el territori va passar a mans del Regne de Castella. El segle xvi, el rei Felipe II va situar la capital de la seva monarquia a la vila de Madrid, que abans era a Toledo, amb la qual cosa, la ciutat i la regió van créixer en població i importància per a la península.
Més tard, la província de Madrid va formar part de la regió històrica de Castella la Nova (avui dia Castella - la Manxa). Durant el procés preautonòmic de finals de la dècada de 1970, va ressorgir la rivalitat entre les ciutats de Toledo i Madrid; de fet, en el passat, aquesta rivalitat havia obstaculitzat la construcció d'una catedral a Madrid, i alhora la constitució de Toledo com a arquebisbat independent. El decret del règim preautonòmic de Castella - la Manxa permetia la incorporació de la província de Madrid a la futura comunitat en condicions d'absoluta igualtat amb la resta de les províncies. El procés d'incorporació, tanmateix, no produiria un règim d'igualtat, atès que es buscava conservar un grau relatiu d'autogovern per a Madrid. Els representants castellans van oposar-s'hi; les províncies castellanomanxegues van optar per excloure Madrid de llur projecte d'autonomia. Per altra banda, Madrid no tenia vincles històrics amb la regió de Castella la Vella (l'actual Castella i Lleó), a més que aquesta s'afrontava a la separació de les províncies de La Rioja i Cantàbria que formarien comunitats uniprovincials.
Una altra opció, però poc atractiva i políticament complicada, era concedir a Madrid i la seva àrea metropolitana un Estatut especial, per tal de crear un ens similar a un districte federal, a l'estil del Districte de Columbia dels Estats Units o del Districte Federal que és la ciutat de Mèxic, en virtut del seu estatus com a capital de l'Estat espanyol.
Finalment, es va optar per la creació d'una comunitat autònoma el 1983. El procés final que va dur a la seva autonomia té característiques úniques, diferents als procés d'autonomia de la resta de les comunitats espanyoles, ja que l'article 143 de la constitució espanyola de 1978 requeria que les províncies que volguessin configurar-se com a comunitats autònomes tinguessin una "identitat regional històrica", que Madrid no tenia, en ser part de la identitat castellanomanxega. Per tant, Madrid va ser l'única província que va accedir a la seva autonomia per mitjà de l'article 144 que estableix que per motius d'interès nacional es pot constituir una comunitat autònoma malgrat que el seu territori no superi el d'una província i que no compleixi les condicions de l'article 143.
L'Estatut d'Autonomia va ser aprovat l'1 de març de 1983. La Província de Madrid es va constituir com a Comunitat Autònoma sota la Llei Orgànica 3/1983, del 25 de febrer (BOE 1-3-83) i amb la denominació de Comunitat de Madrid. Des del seu naixement han estat elegits els presidents autonòmics Joaquín Leguina, del PSOE, Alberto Ruiz-Gallardón i Esperanza Aguirre del PP.

## Prehistòria i edat antiga

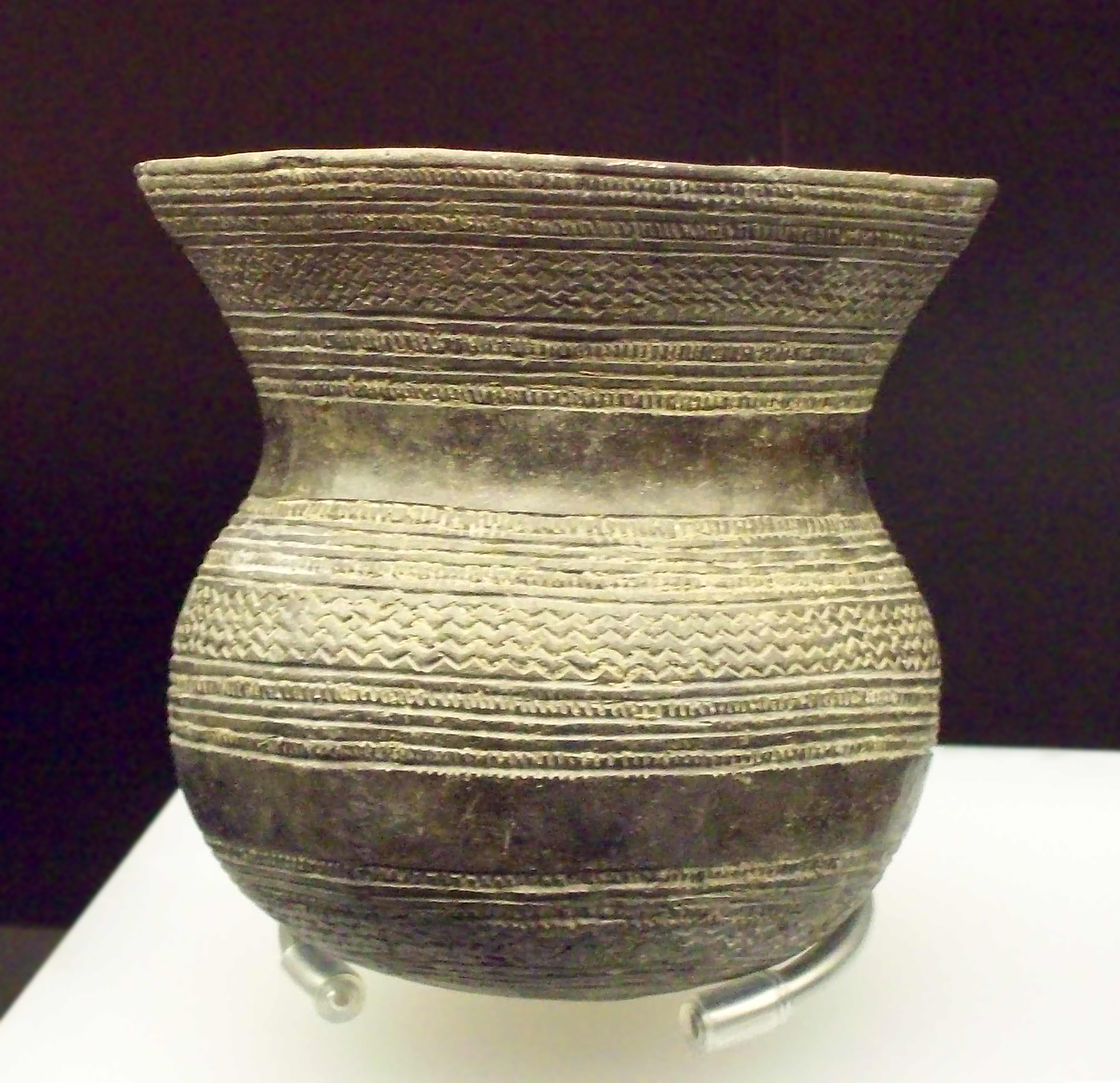
Vas campaniforme de Ciempozuelos, conservat en el Museu Arqueològic Nacional (Madrid).

El territori actual de la Comunitat de Madrid va estar poblat des del Paleolític inferior, principalment pel que fa a les valls interfluvials dels rius Manzanares, Jarama i Henares, on s'han trobat abundants i rics jaciments arqueològics. Entre els vestigis més importants que s'han trobat, destaca especialment el vas campaniforme de Ciempozuelos, que ha donat nom a un tipus especial de ceràmica (data del Bronze Inicial, entre 1979 aC i 1970 aC) També s'han descobert pintures i gravats rupestres a La Pedrosa del Manzanares, en el terme de Manzanares el Real, i a la Cova del Reguerillo, a prop de Patones.
Durant l'Imperi Romà la regió va quedar integrada a la província Citerior Tarragonina, excepte la part sud-occidental, a l'Alberche, que pertanyia a la Lusitània. Estava solcada per dues importants calçades romanes, la via XXIV-XXIX (d'Astorga a Laminium) i la XXV (d'Emerita Augusta a Caesaraugusta), i comptava amb algunes urbs d'importància. La ciutat de Complutum (Alcalá de Henares) va aconseguir certa rellevància fins al Baix Imperi, mentre que Titulcia i Miaccum, al peu de la serra, van destacar com a encreuaments de camins.
A l'època visigòtica la regió va perdre tota importància. La seva població es va dispersar en petits llogarets i fins i tot Complutum va entrar en decadència. Alcalá de Henares va ser designada seu episcopal en el segle v per ordre d'Asturio Serrano, arquebisbe de Toledo, però aquest fet no va ser suficient per retornar-li l'esplendor perduda.

## Al-àndalus

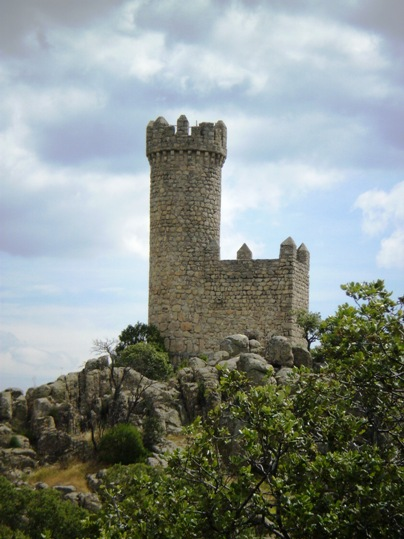
La Talaia de Torrelodones formava part d'un sistema militar en la defensa de Toledo.

El centre peninsular va ser una de les regions més despoblades d'Al-àndalus fins al segle xi, quan va començar a despuntar com un enclavament militar de gran importància estratègica. Els musulmans van posar en peus un sistema defensiu de fortaleses i talaies, amb el qual van intentar aturar l'avanç dels regnes cristians, al llarg del territori actual de la comunitat autònoma.
La fortalesa de Mayrit (Madrid) es va erigir en una data indeterminada entre els anys 860 i 880, com un ribat, un recinte emmurallat on convivia una comunitat alhora religiosa i militar, en el que constitueix el nucli fundacional de la ciutat. Aviat es va destacar com la fortificació de major valor estratègic en la defensa de Toledo, per sobre de Talamanca de Jarama i de Qal'-at'-Abd-Al-Salam (Alcalá de Henares), els altres dos enclavaments militars més importants d'aquest sistema defensiu.
Al voltant d'aquestes tres capçaleres principals, encarregades de defensar els camins fluvials del Manzanares, del Jarama i de l'Henares, respectivament, es van construir diverses fortificacions de caràcter complementari, cas de Qal'-at-Jalifa (Villaviciosa de Odón), així com una xarxa de talaies que permetia la vigilància dels passos, les de Torrelodones, El Vellón o El Berrueco, que encara segueixen en peus, són algunes d'elles. Aquestes torres de vigilància es comunicaven entre elles mitjançant senyals de fum, quan es produïen situacions d'alerta.
El 1083 el rei Alfons VI de Castella va conquerir la ciutat de Madrid i dos anys després va entrar a Toledo. Per la seva banda, Alcalá de Henares va sucumbir el 1118, en una nova annexió del Regne de Castella.

## La repoblació cristiana

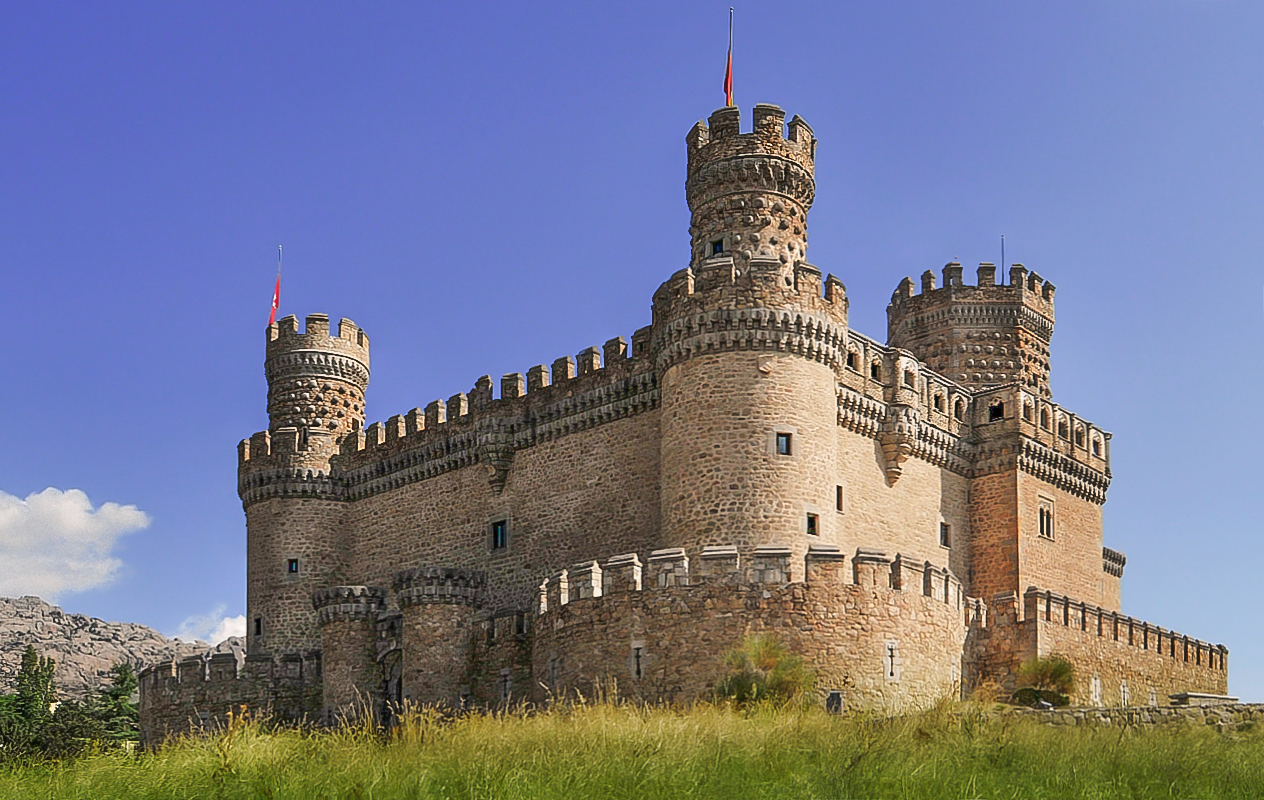
El castell de la Casa de Mendoza, caserna general del disputat territori del Reial de Manzanares.

Les noves terres conquerides pels cristians es van disgregar al voltant de diversos dominis, com a conseqüència d'un llarg procés de repoblació (segles xi a xv), en el qual van entrar en conflicte els senyors feudals o eclesiàstics i els diferents concejos amb potestat reial per repoblar.
En primer lloc, el 1118 serà reconquistada Alcalá d'Henares i tota la seva Comunitat de Vila i Terra. El 1135 la Terra Complutense rebrà un compendi de lleis o furs, denominat Fuero Viejo. Això compensarà en part la integració de la Diòcesi Complutense a l'arxidiòcesi de Toledo el 1099. El 1223 l'arquebisbe Rodrigo Jiménez de Rada farà una modificació d'aquests furs, en el que s'ha passat a denominar Fur Extens. Serà el 1509 quan el Cardenal Cisneros crearà un nou i actualitzat fur, el Fur Nou, que estarà vigent fins al final de l'Antic Règim. Aquestes lleis donaven una autonomia legal completa a la Terra d'Alcalà.
En el segle xiii Madrid conservarà, igual que Alcalá, una personalitat jurídica pròpia, en primer terme amb el Fur vell i posteriorment amb el Fur Reial, concedit per Alfons X el 1262 i ratificat per Alfons XI el 1339. Buitrago de Lozoya, Alcalá de Henares i Talamanca de Jarama destacaran per la seva important capacitat repobladora fins a aquest segle.
La Terra d'Alcalá, àrea administrativa on van regir els furs anteriorment citats, estava conformada en la seva última fase (Fur Nou) pels següents municipis: Ajalvir, Camarma de Esteruelas, Daganzo de abajo (o Daganzuelo, avui despoblat), Torrejón de Ardoz, Valdemora, Arganda, Ambite, Anchuelo, Bilches o Vilches, Campo Real, Carabaña, Corpa, Los Hueros, Loeches, La Olmeda, Orusco, Perales de Tajuña, Pezuela de las Torres, Tirada, Santorcaz, Los Santos de la Humosa, Tielmes, Torres de la Alameda, Valtierra, Valmores, Valverde de Alcalá, Villar del Olmo, Valdilecha i Villalbilla.
Al voltant de l'actual capital de la comunitat, es va constituir un territori administratiu denominat Terra de Madrid, el primer germen de la província, que s'estenia, en els seus extrems, fins als actuals termes municipals de San Sebastián de los Reyes, Cobeña, Las Rozas de Madrid, Rivas-Vaciamadrid, Torrejón de Velasco, Alcorcón, San Fernando de Henares i Griñón.
Aquest concejo va mantenir nombrosos litigis amb Segòvia, en aquells dies una de les ciutats més influents de Castella, pel control del Reial de Manzanares, una vasta comarca, que, finalment, va ser cedida a la Casa de Mendoza. La Comunitat de Vila i Terra de Segòvia havia convertit en la seva Sexmo de Casarrubios, a les valls dels rius Guadarrama i Perales, l'alfoz de l'antiga medina islàmica de Calatalifa (a l'actual terme de Villaviciosa de Odón).

## La capitalitat

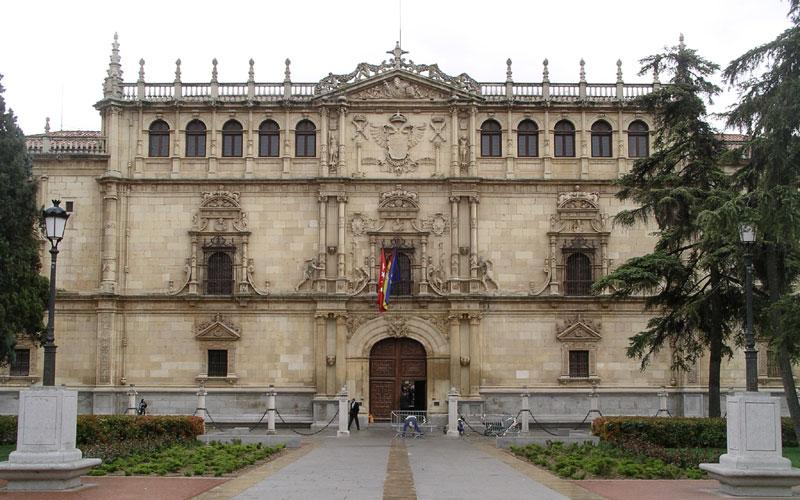
La Universitat d'Alcalá o Cisneriana va obrir les portes el 1508, a instàncies del Cardenal Cisneros.

La monarquia castellana va començar a mostrar una especial predilecció pel centre peninsular, atreta pels seus abundants boscos i vedats de caça. El Pardo era un lloc molt freqüentat pels reis, des dels temps d'Enric III de Castella (segle XIV). Així mateix, els Reis Catòlics van impulsar la construcció del Palau d'Aranjuez. En el segle xvi Sant Llorenç de l'Escorial es va sumar a la llista de Reials Llocs de l'actual província.
La mateixa vila de Madrid, que formava part del grup de divuit ciutats amb dret a vot en les Corts de Castella, va acollir en nombroses ocasions les Corts de Castella. Al mateix temps, va servir de residència a diversos monarques, entre ells l'emperador Carles I, que va reformar i va ampliar el seu Reial Alcàsser de Madrid.
A la creixent influència socio-política de la regió se li va afegir en el segle XVI el focus cultural de la Universitat d'Alcalá, que va obrir les portes el 1508, a instàncies del Cardenal Cisneros.
El 1561 el rei Felip II va situar la capital del seu imperi a Madrid, en el que pot considerar-se el segon embrió, i tal vegada més decisiu, per a la configuració posterior de la província madrilenya.
Amb la capitalitat, es va imposar un marc de subordinació econòmica a les terres confrontants amb la Vila de Madrid, que fins i tot anava més enllà dels actuals límits de la Comunitat de Madrid. També es va promoure una extensió competencial de la Sala d'Alcaldes de Casa i Cort (de cinc a deu llegües en el seu torn), en un intent per articular una regió al voltant de la capital.
Però encara s'estava molt lluny d'una autèntica realitat administrativa, sobretot tenint en compte que l'Estat de l'Antic Règim convivia amb l'existència de nombroses jurisdiccions senyorials, tant laiques com eclesiàstiques. Entre les primeres, es trobaven senyorius de gran extensió, com el Reial de Manzanares, en mans dels Mendoza, i uns altres de petites dimensions, com el senyoriu de Valverde de Alcalá. Entre les segones, hi havia jurisdiccions monàstiques (com la Cartoixa del Paular), del clergat secular (com les extenses possessions de l'Arxidiòcesi de Toledo) i d'ordes militars (cas de l'Encomana Major de Castella de l'Ordre de Santiago, que ocupava Valdaracete, Villarejo de Salvanés i Fuentidueña de Tajo).

## La Il·lustració

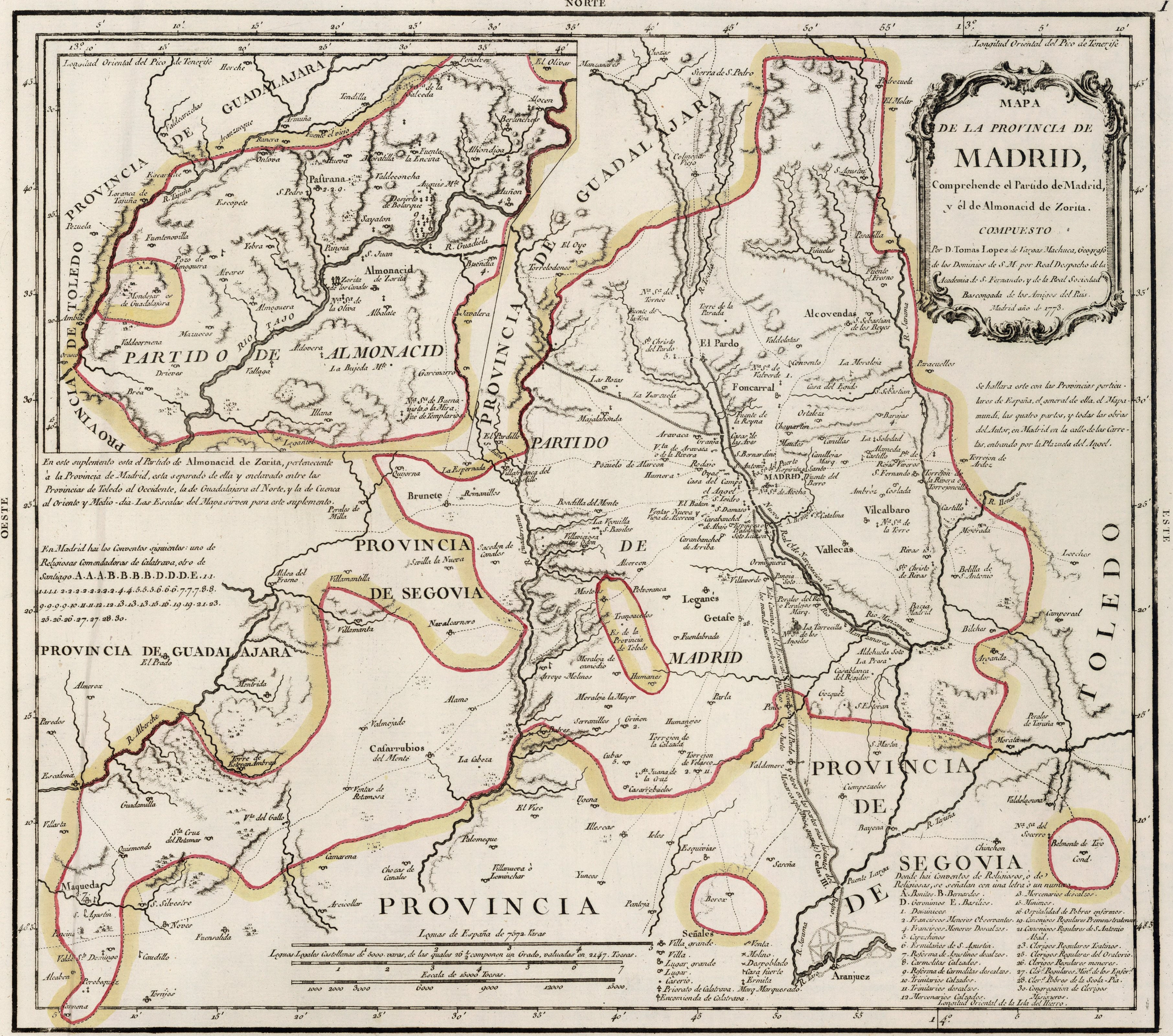
Mapa de la província de Madrid, realitzat per Tomás López de Vargas el 1773. Pot observar-se la desarticulació del territori madrileny. Apretada per Segòvia, Guadalajara i Toledo, sense continuïtat territorial la província de Madrid envaeix, per la seva banda, a la de Guadalajara (el requadre superior esquerra correspon a Almonesir de Zorita) i a la de Toledo)

Al segle xviii tampoc es va corregir la desarticulació administrativa de les terres madrilenyes, malgrat alguns intents. A l'època de Felip V es va crear a escala estatal la figura de les Intendències, amb poder politicoadministratiu. No obstant això, la Intendència de Madrid no va resoldre el problema d'arrel i l'actual província va continuar fragmentada en diversos dominis, si bé es van racionalitzar els processos a l'hora d'executar projectes centralitzats.
A Guadalajara li corresponien els partits de Colmenar Viejo i Buitrago de Lozoya, així com el senyoriu del Reial de Manzanares, coincident en gran part amb l'actual comarca de la Serra de Guadarrama. Segòvia estenia els seus dominis al nord i oest de l'actual província madrilenya, mentre que Toledo ocupava l'est, amb Alcalá d'Henares i Chinchón com a nuclis destacats. De Madrid depenien Casarrubios, a l'actual província de Toledo, i Zorita de los Canes a la de Guadalajara.
Aquesta dispersió territorial afectava a processos tan bàsics com el proveïment de Madrid, que havia disparat la seva població fins a convertir-se en la ciutat més habitada de la monarquia. L'efecte va ser dràstic: mentre que la Vila de Madrid absorbia un major volum de renda procedent de tot el país, el seu territori confrontant, en mans de cases nobiliàries i del poder eclesiàstic o sota l'influx reial, tendia a empobrir-se, sense possibilitat de desenvolupar un teixit socioeconòmic d'acord amb les necessitats de la capitalitat.
Un altre dels problemes que la capitalitat va posar en evidència va ser l'absència d'infraestructures. L'entramat de camins de la submeseta sud tenia el seu centre a Toledo i va caldre articular una xarxa per garantir el proveïment de la ciutat. Del segle xviii data l'estructura radial de les comunicacions espanyoles, que té el seu punt neuràlgic a la ciutat de Madrid.
Al llarg del segle xviii la Vila de Madrid es va transformar amb grans obres urbanístiques, al compàs dels corrents il·lustrats. Destaca la labor de Carles III, que va dotar a la ciutat d'alguns dels seus més bells edificis i monuments, al mateix temps que va promoure la creació d'institucions socials, econòmiques i culturals, que encara perviuen.
La Vila de Madrid va tancar el segle xviii amb 156.672 habitants (abans de la capitalitat, s'estimava una població entorn dels 15.000 veïns), segons el cens realitzat el 1787, el primer amb caràcter oficial que es va realitzar a la ciutat.

## De província a comunitat autònoma

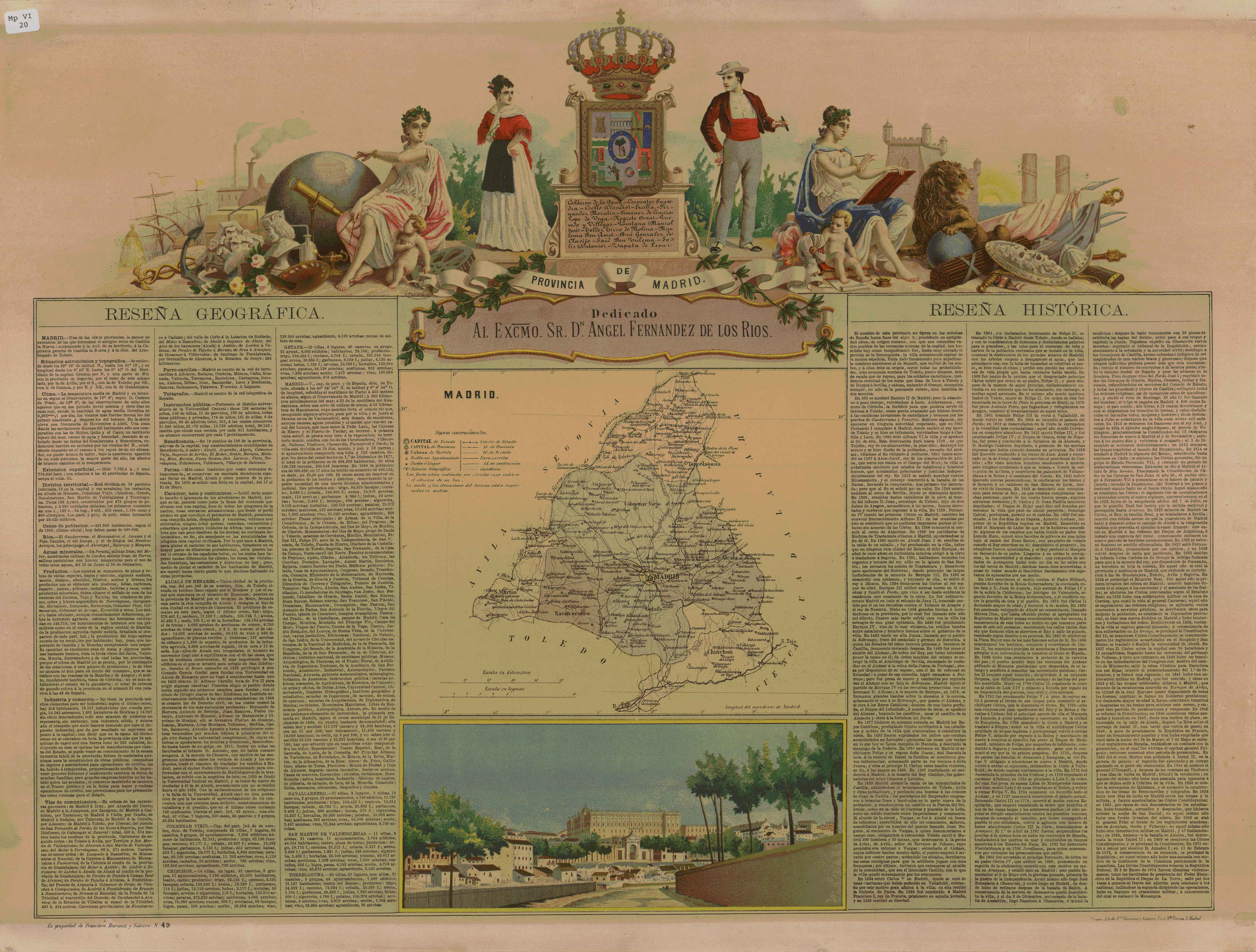
Mapa de la província de Madrid, publicat el 1868

El territori de la Comunitat de Madrid va aconseguir els seus límits territorials actuals el 1833 amb la divisió d'Espanya en províncies, una de les quals va ser la de Madrid. En aquesta divisió, la província va ser adscrita a la regió de Castella la Nova, la qual, com la resta de regions, constituïa amb prou feines una classificació, en mancar de qualsevol òrgan o institució administrativa. Juntament amb la de Madrid, van ser adscrites a Castella la Nova les províncies de Ciudad Real, Conca, Guadalajara i Toledo. Les províncies han conservat pràcticament iguals els seus límits fins a l'actualitat.
Al segle xx, durant el procés preautonòmic de finals dels anys setanta, a l'antiga regió de Castella la Nova va reaparèixer la por al fet que les especials condicions econòmiques i demogràfiques de Madrid fossin un factor de desequilibri, per la qual cosa finalment la província de Madrid es va configurar com a comunitat autònoma uniprovincial. Va ser l'última comunitat a constituir-se.
Per la seva banda, les províncies de Ciudad Real, Conca, Guadalajara i Toledo (que pertanyien a Castella la Nova), juntament amb la d'Albacete (que estava integrada a la regió de Múrcia), van constituir la comunitat autònoma de Castella-la Manxa.
L'estatut d'autonomia de la Comunitat de Madrid va ser aprovat l'1 de març de 1983. La província de Madrid es va conformar com a comunitat autònoma sota la Llei Orgànica 3/1983, del 25 de febrer (BOE 1-3-83) i amb la denominació de "Comunitat de Madrid". Sovint s'utilitza el terme equívoc CAM (l'ús exclusiu de la qual va reclamar i va obtenir judicialment la Caixa d'Estalvis del Mediterrani o CAM).
Des del seu naixement han estat escollits cinc presidents autonòmics: Joaquín Leguina (1983-1995) del PSOE, i Alberto Ruiz-Gallardón (1995 –2003), Esperanza Aguirre (2003 –2012), Ignacio González González (2012-2015) i Cristina Cifuentes (des del 2015) ambdós del PP.
El 2016 es denuncià el privilegi de la Comunitat de Madrid dins de l'Estat Espanyol en el fet de tindre un sistema de finançament autonòmic especialment favorable i una política tributària de baixar els tributs, provocant fuga de capitals i patrimonis. El 2017 la presidenta de l'autonomia, Cristina Cifuentes, anuncià que volia baixar l'Impost de Successions i l'IRPF.